# 圣麓公园
圣麓公园位于云南省大理州大理市大理镇上末村，清碧溪南侧。建于1934年，是大理第一座具有现代风格的公众园林，因地处苍山圣应峰麓而得名。

## 沿革
1934年，滇军驻军旅长刘正富率部修建圣麓公园，次年建成并于6月成立公园保管委员会。公园占地面积4万平方米，有五凤楼、六角亭等楼阁和池塘。1940年，园内铸造龙云骑马铜像一尊，基座为巨型大理采花石（铜像于1958年大炼钢铁时被熔毁）。1941年至1944年，圣麓公园成为中国远征军第十一集团军司令部驻地，总司令宋希濂将军和家眷等人也居与此。滇西抗战胜利后，公园成为滇西中正中学所在地。中华人民共和国成立后由军方接管，一度为民兵综合训练基地及大理军分区教导队基地。1998年，圣麓公园重新修葺后曾对外开放。现存建筑有五凤楼（主楼）、两耳房、木亭、石亭等，2013年10月公布为第五批大理州文物保护单位。